# FA Charity Shield 1991
De  FA Charity Shield 1991 (ook bekend als de Tennent's FA Charity Shield om sponsorredenen) was de 69e FA Charity Shield, een jaarlijkse Engelse voetbalwedstrijd georganiseerd door de Engelse voetbalbond (The Football Association) en werd gespeeld tussen de winnaars van de First Division en de FA Cup van vorig seizoen.
De wedstrijd werd gespeeld op 10 augustus 1991 door de aartsrivalen Arsenal, de landskampioen van het seizoen 1990/91, en Tottenham Hotspur, dat het voorgaande seizoen de FA Cup won. De wedstrijd werd gespeeld in het oude Wembley Stadium, waar 65.483 toeschouwers aanwezig waren. De wedstrijd eindigde met een brilscore. Volgens het reglement van de FA Charity Shield deelden de deelnemende clubs de trofee in geval van gelijkspel. De regel werd gewijzigd in 1992. Een jaar eerder, in 1990, deelden Liverpool en Manchester United ook de FA Charity Shield. 

## Wedstrijd
|                        |         |     |                   |                                                                                             |
| 10 augustus 1991 15:00 | Arsenal | 0–0 | Tottenham Hotspur | Wembley Stadium, Londen Toeschouwers: 65.483 Scheidsrechter: Terry Holbrook (Staffordshire) |
| 10 augustus 1991 15:00 | [ 1 ]   |     |                   | Wembley Stadium, Londen Toeschouwers: 65.483 Scheidsrechter: Terry Holbrook (Staffordshire) |

| Arsenal | Tottenham Hotspur |

| GK             | 1  | David Seaman     |            |     |
| RB             | 2  | Lee Dixon        |            |     |
| LB             | 3  | Nigel Winterburn |            |     |
| CM             | 4  | David Hillier    |            |     |
| CB             | 5  | David O'Leary    |            |     |
| CB             | 6  | Tony Adams       |            |     |
| RM             | 7  | David Rocastle   | Kreeg geel | 79' |
| CM             | 8  | Paul Davis       |            |     |
| CF             | 9  | Alan Smith       |            |     |
| LM             | 10 | Paul Merson      |            |     |
| CF             | 11 | Kevin Campbell   |            | 79' |
| Wisselspelers: |    |                  |            |     |
| GK             |    | Alan Miller      |            |     |
| DF             |    | Andy Linighan    |            |     |
| MF             | 14 | Michael Thomas   |            | 79' |
| MF             |    | Sigurður Jónsson |            |     |
| CF             | 15 | Andy Cole        |            | 79' |
| Coach:         |    |                  |            |     |
| George Graham  |    |                  |            |     |

| GK             | 1  | Erik Thorstvedt   |
| CB             | 2  | Terry Fenwick     |
| LB             | 3  | Pat Van Den Hauwe |
| RB             | 4  | Steve Sedgley     |
| CM             | 5  | David Howells     |
| CB             | 6  | Gary Mabbutt      |
| AM             | 7  | Paul Stewart      |
| RM             | 8  | Nayim             |
| CM             | 9  | Vinny Samways     |
| CF             | 10 | Gary Lineker      |
| LM             | 11 | Paul Allen        |
| Wisselspelers: |    |                   |
| GK             |    | Ian Walker        |
| CF             |    | Paul Walsh        |
| DF             |    | Ian Hendon        |
| DF             |    | Guðni Bergsson    |
| MF             |    | Justin Edinburgh  |
| Coach:         |    |                   |
| Peter Shreeves |    |                   |